# Przemysł kluczowy
Przemysł kluczowy (niem. Schlüsselindustrie) – przemysł, od którego uzależniona jest produkcja innych gałęzi przemysłu, w tym m.in. wydobycie surowców (węgiel, ruda żelaza, rudy innych metali) i ich przetwórstwo (np. hutnictwo).
Pojęcie "przemysłu kluczowego" używane bywało w opracowaniach niemieckojęzycznych już w latach 30. XX wieku. Później termin ten (w odróżnieniu od tzw. przemysłu terenowego) używany był powszechnie w krajach zależnych od ZSRR, w tym także i w Polsce w czasach PRL. Wszystkie przedsiębiorstwa przemysłu kluczowego musiały pozostawać w rękach państwa, które dzięki systemowi rozdzielnictwa wytwarzanych przez ten przemysł produktów mogło dokładnie kontrolować funkcjonowanie innych przedsiębiorstw zależnych od tych produktów. Do przemysłu kluczowego włączano również niektóre inne przedsiębiorstwa o zasadniczym znaczeniu dla państwa, np. fabryki przemysłu zbrojeniowego.